# دریای آدریاتیک
دریای آدریاتیک پهنه‌ای آبی در سمت شمالی دریای مدیترانه است که شبه‌جزیره ایتالیا را از شبه‌جزیره بالکان جدا می‌کند. این دریا همچنین رشته‌کوه‌های آپنین را از آلپ دیناریک و کوهستان‌های مجاور آن جدا می‌سازد.
کرانهٔ غربی دریای آدریاتیک کرانه‌های کشور ایتالیا را تشکیل می‌دهد و کرانهٔ شرقی آن تشکیل‌دهنده سواحل کشورهای اسلوونی، کرواسی، بوسنی و هرزگوین، مونته‌نگرو، آلبانی و ایتالیا است.
دریای آدریاتیک دارای بیش از ۱۳۰۰ جزیره می‌باشد که بیشتر آن‌ها در سواحل شرقی و در قلمرو آب‌های کروواسی قرار دارند. این دریا به سه حوزه تقسیم سده که حوزه شمالی کم عمق‌ترین و حوزه جنوبی عمیق‌ترین حوزه با حداکثر عمق ۱۲۳۳ متر می‌باشد. اوترانتو استیل، رشته کوه زیرآب می‌باشد که در مرز دریای آدریاتیک و دریای ایونی قرار دارد. جریان آب اصلی در جهت خلاف حرکت عقربه‌های ساعت از سواحل شرقی تنگه اوترانتو وارد دریای آدریاتیک می‌شود و از سواحل غربی (ایتالیا) از آن خارج می‌شود. جزر و مد در دریای آدریاتیک بسیار محدود است.

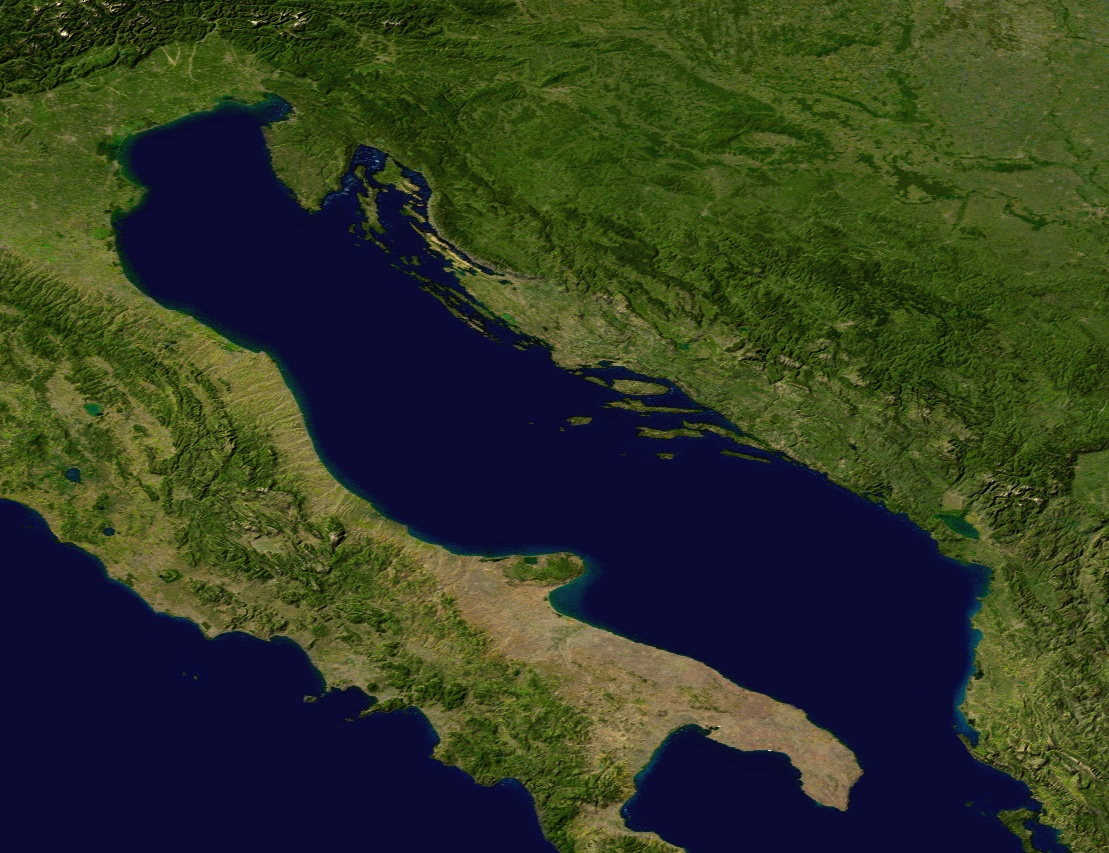
دید ماهواره‌ای از دریای آدریاتیک